# پولی‌کش
پولر، کِشنده یا پولی‌کش وسیله‌ای است که برای بیرون کشیدن پولی به کار می‌رود. این ابزار با وارد آوردن فشار به صورت هم‌زمان از سمت‌های مختلف می‌تواند یک چرخ‌دنده یا قرقره را به‌سادگی از محورش بیرون بکشد، در حالی اگر بخواهیم این کار را با استفاده از میله و اهرم انجام دهیم می‌تواند موجب آسیب‌دیدن وسیله شود. معمولاً پولی‌کش‌ها دارای دو/سه فک هستند. در برخی از انواع آن در انتهای پولی‌کش پیچی وجود دارد که برای تنظیم فاصلهٔ بین فک‌ها به کار می‌رود.

## کاربرد

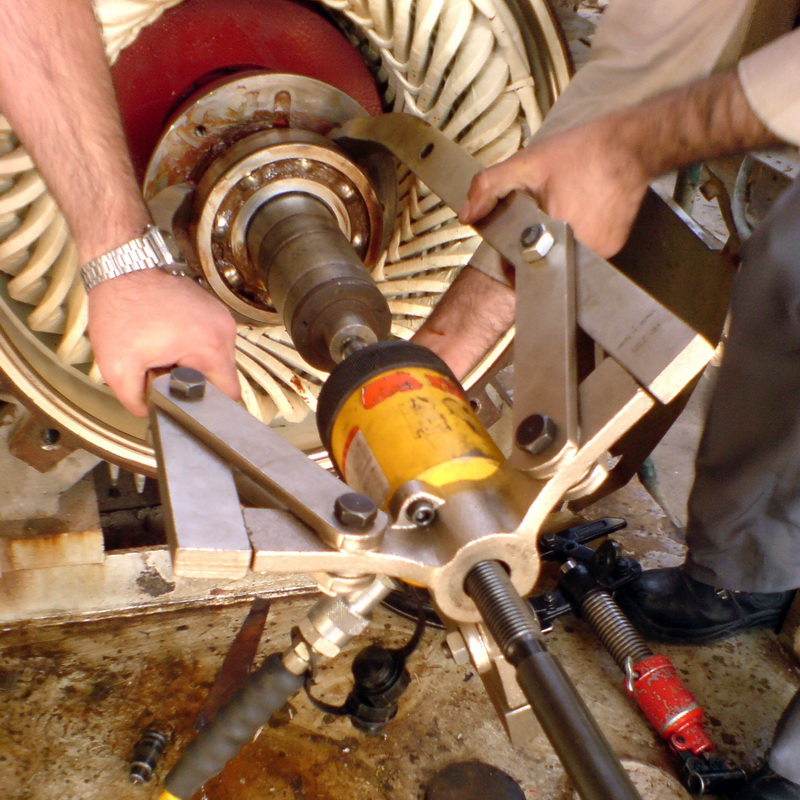
بازکردن بلبرینگ با پولی‌کش

از پولی‌کش می‌توان برای بیرون‌آوردن بلبرینگ‌ها، پولی‌ها، پروانه‌های خنک‌کنندهٔ موتور و آن دسته از لوازم مکانیکی که با استفاده از یک خار طولی گردنده بر روی محور موتور محکم شده‌اند استفاده کرد. انواع رایج پولی‌ها بین دو تا پنج فک کششی دارند. از پولی‌کش می‌توان برای باز کردن پروانهٔ خنک‌کن پلاستیکی یا آلومینیومی بیرون موتورها و بیرون‌آوردن بوش‌ها از روی میله یا شفت استفاده کرد. برای درآوردن بلبرینگ‌های کف دستگاه‌ها (مانند کف پنکهٔ سقفی) از پولی‌کش‌های بلند ضربه‌ای استفاده می‌شود. هنگامی که بلبرینگ می‌شکند و کُنس آن روی شفت باقی می‌ماند می‌توان با استفاده از پولی‌کش کُنس بلبرینگ را بیرون کشید.

### روش بیرون‌آوردن پولی الکتروموتور
برای بیرون‌آوردن پولی یک الکتروموتور باید پیچ اصلی پولی‌کش را بر روی محور الکتروموتور و فک‌های پولی را زیر پولی قرار می‌دهیم و پیچ اصلی را محکم می‌کنیم تا فک‌ها به پولی بچسبند. سپس با فشار آوردن پیچ به محور و کشش بازوها پولی از محور موتور خارج خواهد شد. در صورتی که پولی از جنس آلومینیوم باشد از پولی‌کش‌هایی با تعداد فک‌هاش بیشتر استفاده می‌شود تا با تقسیم فشار بین فک‌ها،‌ لبهٔ پولی بر اثر فشار نشکند.